# Joan I de Trebisonda
Joan I Axuc fou el tercer emperador de Trebisonda. Les fonts primàries només esmenten el moment de la seva mort, ja que va tenir un regnat curt sense incidències remarcables.

## Regnat
Joan I Axuc era el fill primogènit d'Aleix I Comnè de Trebisonda, el creador d'aquest estat. El nom de la seva mare no consta a les fonts documentals primàries; alguns autors l'anomenen artificialment Teodora Axuc. L'historiador William Miller va suggerir que potser era menor d'edat quan el seu pare va morir el 1222 i per això el govern va passar a mans del seu cunyat Andrònic. Hi ha un text, però, que contradiu aquesta suposició: el cronista Ibn Bibi assegura que durant el setge de Sinope (1214) els habitants d'aquella ciutat asseguraven que no passava res si moria l'emperador Aleix perquè tenia fills d'edat adulta que el podien substituir.
En una edició de la Crònica de Miquel Panàret es va interpretar que Joan va governar durant sis anys; però tant William Miller com Fallmerayer creuen que es tracta d'un error i que en realitat només va regnar tres anys, una altra possible explicació seria que Joan fos coemperador de l'anterior governant Andrònic I Gidos durant tres anys i després va governar tres més en solitari.
El cert és que no se sap gaire sobre aquest emperador, excepte que va morir mentre jugava a tzikànion, (en grec: τζυκάνιον) una variant del joc de polo que va estar de moda entre la noblesa romana d'Orient. Joan va caure del cavall mentre jugava i després l'animal va passar per damunt d'ell copejant-lo fins a morir. La crònica diu que el qui l'havia de succeir es deia Ioannikios, però que es va retirar a un monestir i el seu germà Manuel va assumir el govern. Fallmerayer i molts historiadors han assumit que aquest Ioannikios era fill de Joan Axuc, però si cal ser fidels al text de Panàret, no es diu quina relació de parentiu hi havia entre tots dos. Rustam Shukurov creu que Ioannikios podria ser un germà de Joan i Manuel.
S'havia afirmat que durant el regant de Joan Axuc es van emetre les primeres monedes de plata (ἄσπρον, aspron) de l'Imperi de Trebisonda, però els estudis més recents fan sospitar que les monedes trobades s'ajusten més probablement al regnat de Joan II.